# Listriolobus bahamensis
Listriolobus bahamensis är en djurart som tillhör fylumet skedmaskar, och som beskrevs av Fischer, W. 1926. Listriolobus bahamensis ingår i släktet Listriolobus och familjen Echiuridae. Inga underarter finns listade i Catalogue of Life.